# Tomesode

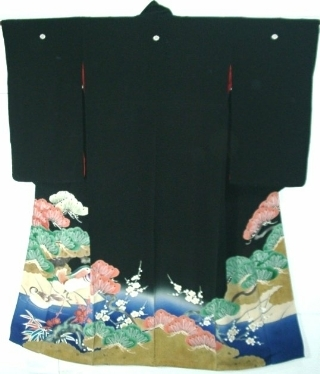
Kurotomesode

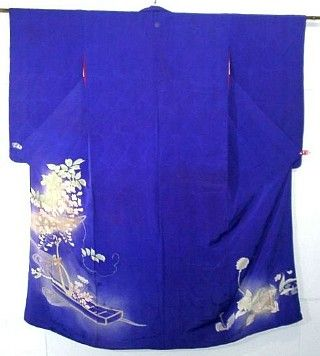
Irotomesode

Il Tomesode (留袖) è un tipo di kimono, particolarmente costoso e formale indossato principalmente da donne sposate.

## Descrizione
Originariamente era consuetudine bloccare le lunghe maniche dei kimono femminili, dopo che una giovane si era sposata, per ottenere una maggiore comodità nelle attività in cucina. Il termine tomesode infatti vuol dire letteralmente "trattenere (tome) le maniche (sode)". Col tempo il tomesode è passato da semplice abito "più comodo" ad abito delle donne sposate per antonomasia. Oltre alle maniche, ciò che distingue il tomesode da altri modelli di kimono sono dei disegni, detti kisho, disposti asimmetricamente al di sotto dell'obi, ed i komon, stemmi di famiglia disposti su maniche e petto. I komon non sono mai cuciti, ma pitturati direttamente sul tessuto.

## Kurotomesode
Il kurotomesode (tomesode di colore nero) viene indossato in occasioni molto formali come cerimonie, visite ai templi o matrimoni. In quest'ultimo caso però può essere indossato soltanto dalle parenti strette degli sposi (sorelle e madri), mentre per le altre invitate è considerato inadeguato.

## Irotomesode
L'irotomesode è invece un tomesode di colore più sgargiante indossato dalle donne durante gli eventi nella corte imperiale, o durante i matrimoni dalle donne sposate.